# Wieczyn
Wieczyn – wieś w Polsce położona w województwie wielkopolskim, w powiecie pleszewskim, w gminie Czermin.
Wieś wzmiankowana w 1284 jako Vetsino. Miejsce urodzenia Edmunda Taczanowskiego.
W latach 1954–1968 wieś należała i była siedzibą władz gromady Wieczyn, po jej zniesieniu w gromadzie Czermin. W latach 1975–1998 miejscowość administracyjnie należała do województwa kaliskiego.